# 샌본날여우박쥐
샌본날여우박쥐 또는 작은날여우박쥐(Pteropus mahaganus)는 큰박쥐과에 속하는 박쥐의 일종이다. 파푸아뉴기니와 솔로몬 제도에서 발견된다. 알려진 정보가 거의 없지만, 열대 우림을 포함하여 해안가 저지대에서 서식하는 것으로 추정된다. 농장에서 발견되는 종이지만, 종 서식지가 경작과 벌목이 증가함에 따라 파편화되고 있다.